# Карыльское
Кары́льское (укр. Карильське) — село в Коропском районе Черниговской области Украины. Население — 981 человек. Занимает площадь 1,749 км².
Код КОАТУУ: 7422283001. Почтовый индекс: 16251. Телефонный код: +380 4656.

## Власть
Орган местного самоуправления — Карыльский сельский совет. Почтовый адрес: 16251, Черниговская обл., Коропский р-н, с. Карыльское, ул. Центральная, 25.